# Język maguindanao
Język maguindanao, także maguindanaon, magindanao – język austronezyjski z grupy języków filipińskich, używany przez 1,1 mln ludzi zamieszkujących przede wszystkim prowincję Maguindanao na Filipinach.
Jest blisko spokrewniony z językami maranao i iranun, z którymi tworzy grupę języków danao. W użyciu jest także język filipiński.
Wczesne materiały nt. języka maguindanao (słownik, gramatyka) pochodzą z końca XIX w. W piśmiennictwie stosuje się alfabet łaciński. Historycznie wykorzystywano pismo arabskie.